# Большой Яломан (село)
Большой Яломан (южноалт. Jаан Jаламан) — село в Онгудайском районе Республики Алтай. Входит в состав Купчегенского сельского поселения.

## География
Расположено в горной долине, образованной северо-восточными отрогами Теректинского хребта, на берегу реки Большой Яломан (левый приток Катуни), при впадении в нее реки Яломан.

## История
Официальной датой основания села считается 1626 год, хотя с древности на этой территории жили племена, разводившие скот и занимавшиеся земледелием, о чем свидетельствуют следы старинных оросительных каналов «субахов».
До установления советской власти население жило разбросано, в урочищах по обеим сторонам долины.
10 апреля 1922 года через яломанские белки Теректинского хребта совершил исторический переход Иван Долгих, который, благодаря этому манёвру, уничтожил отряды Александра Кайгородова в Катанде.
В 1925 году была образована сельскохозяйственная артель «Кызыл-Мечин», позже ставший колхозом-миллионером.
В 1929 году было принято решение о постройке школы.
В 1934 году колхоз «Кызыл-Мечин» был отмечен на VIII областном съезде советов как образец работы в развитии животноводства. Колхоз добился высоких результатов в сохранении молодняка, приросте стада, улучшении его продуктивности. Чабаны Дигалаш Бабаева и Тарал Ептеева считались лучшими животноводами Онгудайского аймака.

## Население
| 2010 | 2011 | 2012 | 2013 | 2014 | 2015 | 2016 |
| ---- | ---- | ---- | ---- | ---- | ---- | ---- |
| 254  | ↘253 | ↘248 | ↗251 | ↗253 | ↘250 | ↘232 |

## Транспорт
Село расположено в 12 км к западу от 693 км федеральной автодороги Р-256 «Чуйский тракт».

## Достопримечательности
В 25 километрах к западу от Большого Яломана, на высоте 2010 м находится памятник природы республиканского значения источник Яломанский Аржан (с южноалт. источник, ключ).

## Известные уроженцы
- Букачаков, Родион Борисович — российский государственный и политический деятель, депутат Государственной Думы VII созыва с 2016 года